# Günter Specht
Günter Specht (* 26. Juli 1940 in Michelstadt) ist ein deutscher Ökonom und ehemaliger Hochschullehrer.

## Werdegang
Von 1961 bis 1966 studierte er Betriebswirtschaftslehre an der Goethe-Universität. Nach der Promotion 1971 war er von 1971 bis 1973 wissenschaftlicher Assistent am Lehrstuhl für Allgemeine Betriebswirtschaftslehre und Absatzwirtschaft II der Universität Mannheim. Nach der Habilitation 1977 an der Universität Mannheim für das Fach Betriebswirtschaftslehre war er von 1977 bis 2005 Professor für Betriebswirtschaftslehre, insbesondere Marketing, an der Technischen Hochschule Darmstadt, seit 1992 insbesondere Technologiemanagement & Marketing.

## Ehrungen
- 1992: Ernennung zum Ehrenprofessor an der Northwest University in Xi'an
- 1993: Ernennung zum Ehrenmitglied des Senats der Universität Politehnica Bukarest
- 2003: Ernennung zum Dr. h.c. der Technischen Universität Sofia
- 2005: Ehrendiplom der Universität Politehnica Bukarest
- 2010: Ernennung zum Dr. h.c. der Universität Politehnica Bukarest
- 2012: Ehrendiplom Universität Politehnica Bukarest, Fakultät für Ingenieurwesen in Fremdsprachen

## Schriften (Auswahl)
- Grundlagen der Preisführerschaft, Eine betriebswirtschaftliche Betrachtung unter besonderer Berücksichtigung des Einzelhandels, Wiesbaden 1971
- Marketing-Management und Qualität des Lebens, Stuttgart 1974
- Die Macht aktiver Konsumenten, Stuttgart 1979
- Industrielles Beschaffungsverhalten, Frankfurt am Main/Bern/New York 1985
- Distributionsmanagement, Stuttgart u. a. 1988; überarbeitete und erweiterte 2. Aufl., Stuttgart u. a. 1992, überarbeitete und erweiterte 3. Auflage, Stuttgart u. a. 1998
- herausgegeben zusammen mit G. Silberer und H. W. Engelhardt: Marketing-Schnittstellen, Herausforderungen für das Management,  Stuttgart 1989
- Einführung in die Betriebswirtschaftslehre, Stuttgart 1990, 2., überarbeitete und erweiterte Aufl., Stuttgart 1997, 3., überarbeitete Aufl., Stuttgart 2001
- mit Herrmann J. Schmelzer: Qualitätsmanagement in der Produktentwicklung, Stuttgart 1991
- mit Christoph Beckmann: Forschungs- und Entwicklungsmanagement, Stuttgart 1996
- mit Christoph Beckmann und Jenny Amelingmeyer: Forschungs- und Entwicklungsmanagement, Kompetenz im Innovationsmanagement, 2., überarbeitete und erweiterte Aufl., Stuttgart 2002
- mit Ingo Balderjahn: Einführung in die Betriebswirtschaftslehre, 4., überarbeitete und erweiterte Aufl., Stuttgart 2005, 5., überarbeitete Aufl., Stuttgart 2007, 6., überarbeitete Aufl., Stuttgart 2011, 7., überarbeitete Auf., Stuttgart 2016, 8., überarbeitete Aufl., Stuttgart 2020
- herausgegeben zusammen mit Michael Weinrauch und Klaus-Peter Blume: Wissensintegration in der Instandhaltung ─ Optimierung von Instandhaltung und Service für Industrieanlagen durch systematische Wissenserfassung und Wissensnutzung, Köln 2004.
- mit Wolfgang Fritz: Distributionsmanagement, überarbeitete und erweiterte 4. Aufl., Stuttgart u. a. 2005